# Nissan Titan
Nissan Titan – samochód osobowy typu pickup klasy wyższej produkowany pod japońską marką Nissan w latach 2003–2023.

## Pierwsza generacja

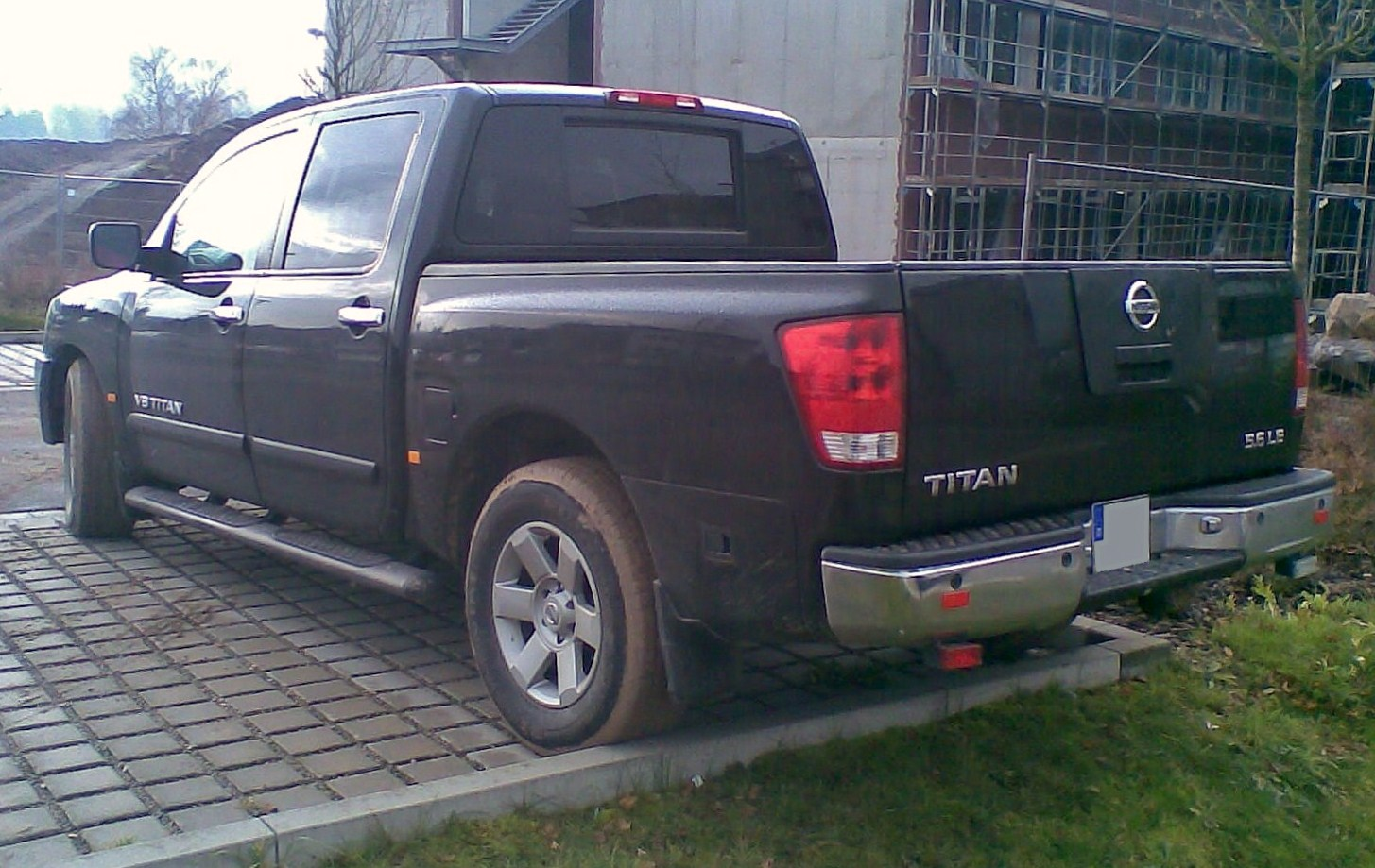
Nissan Titan I - tył

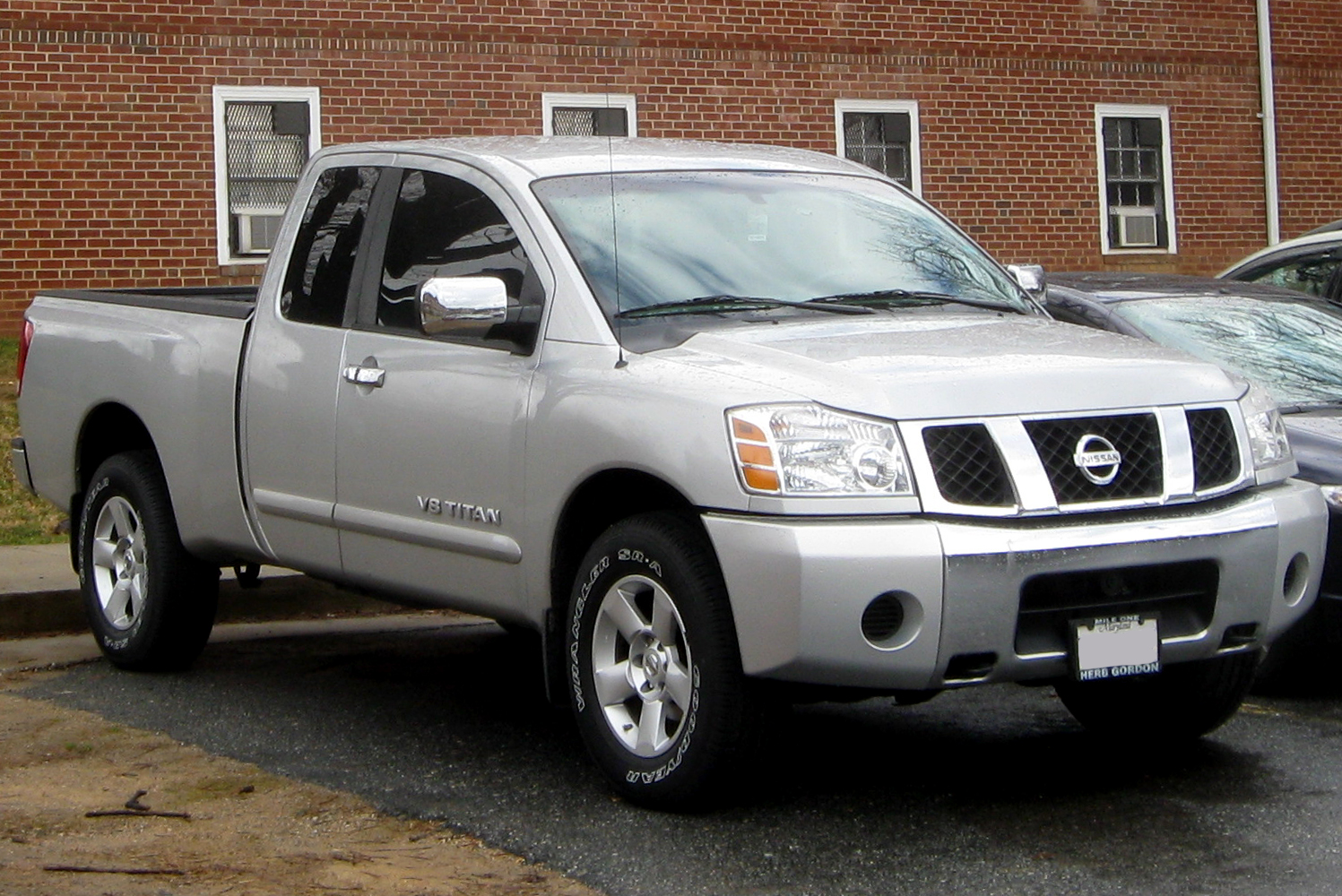
Nissan Titan I Crew Cab

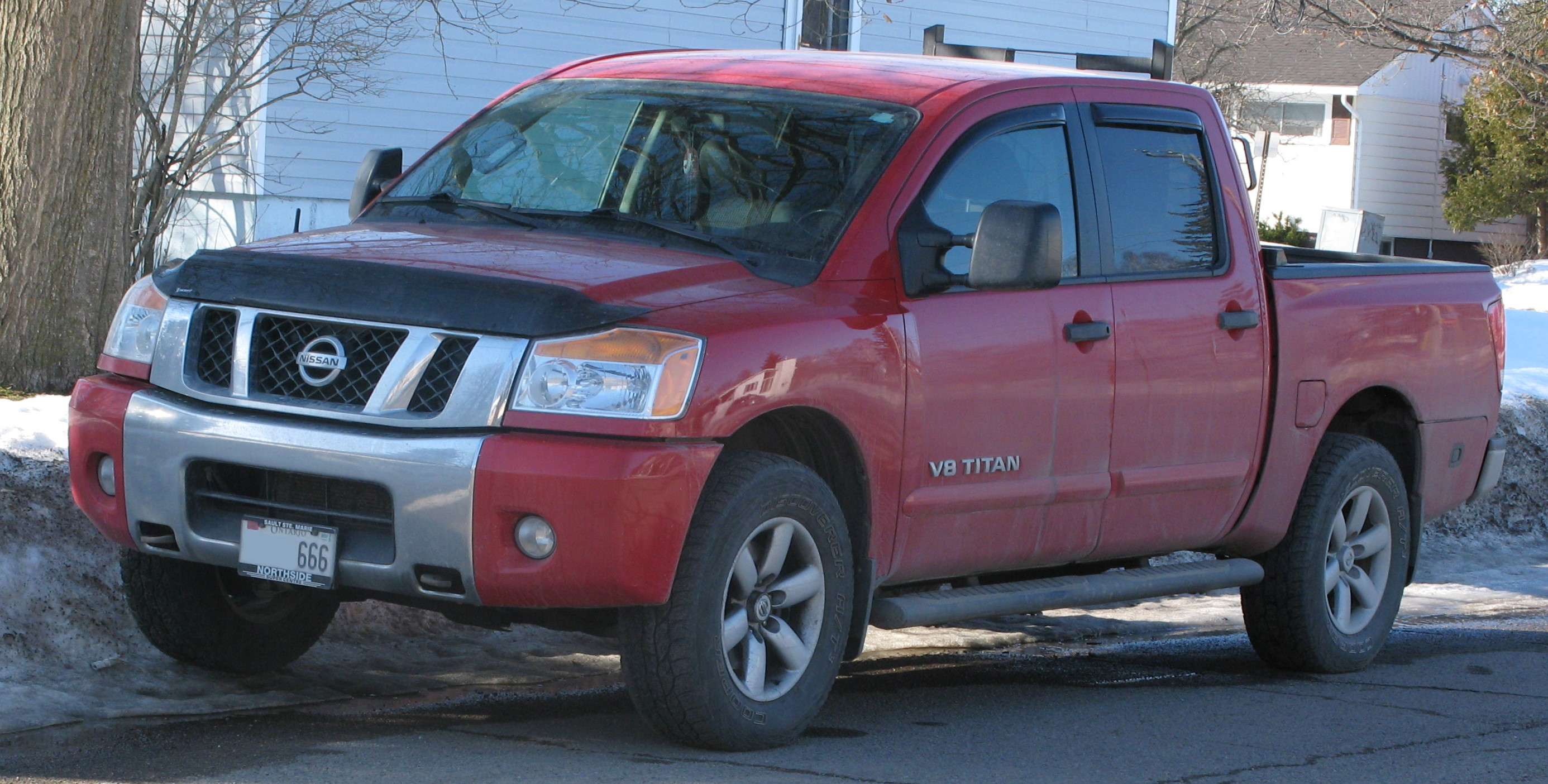
Nissan Titan I po liftingu

Nissan Titan I produkowany był w latach 2003 - 2015. 
Podobnie jak Navara, Titan dostępny jest w dwóch wariantach kabinowych "King Cab" i "Double Cab". Do napędu użyto benzynowego silnika w układzie V8 o pojemności 5.6 l i mocy 309 KM (227 kW) przy 4900 obr./min oraz momencie obrotowym 517 Nm przy 3600 obr./min. Od 2007 roku montowana była wzmocniona do 321 KM (236 kW) jednostka napędowa. Titan produkowany był z napędem na dwa lub na cztery koła oraz 5-stopniową automatyczną skrzynią biegów.

### Lifting
Pod koniec 2012 roku auto przeszło delikatny lifting na rok modelowy 2013. Dodany został spojler umieszczony na burcie przedziału ładunkowego, zastosowano nową, czteroramienną kierownicę oraz radio z wejściem USB.

### Wersje wyposażeniowe
- S
- SV
- SL
- Pro-4X
- SE
- LE

### Silniki
Benzynowe:
- V8 5.6 l VK56DE 309 KM
- V8 5.6 VK56DE+ 321 KM

## Druga generacja

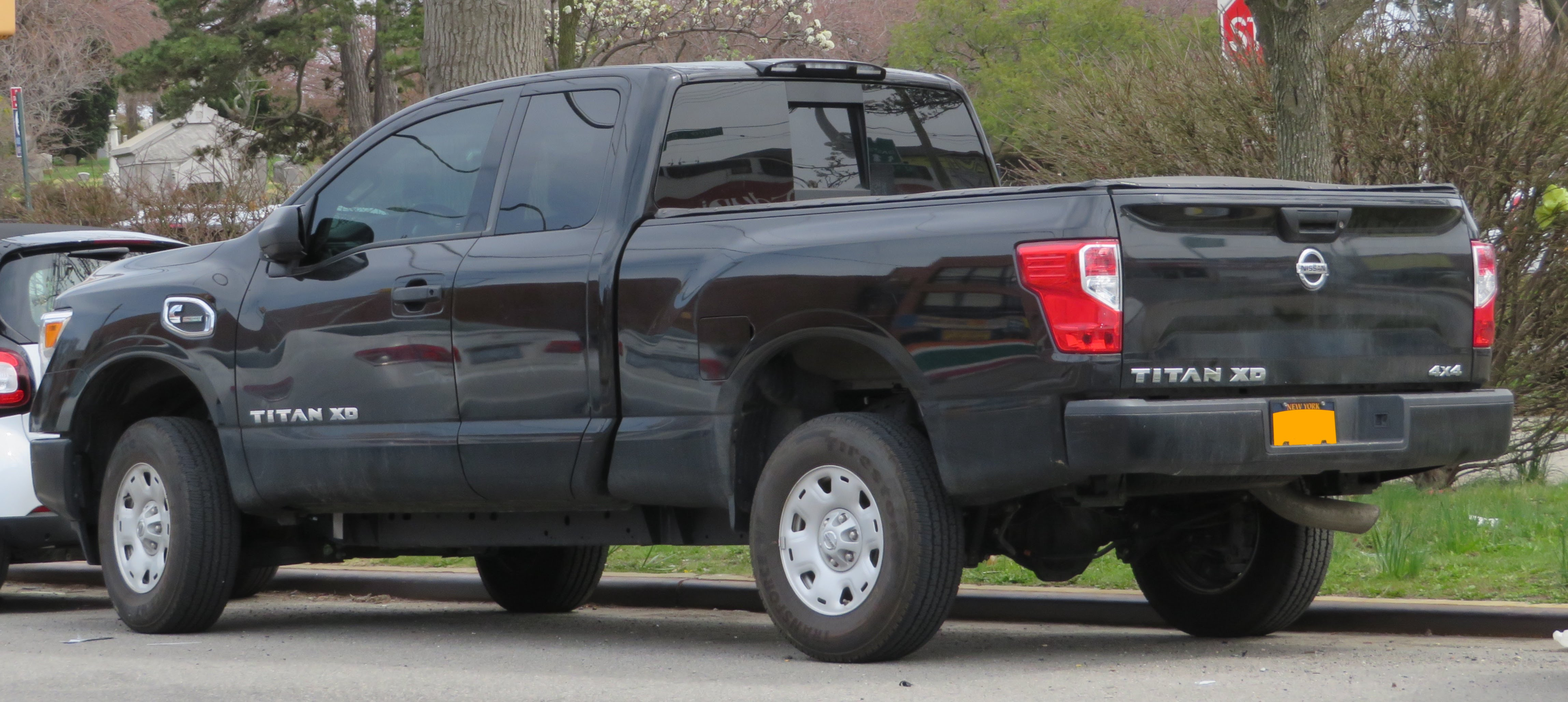
Nissan Titan II - tył

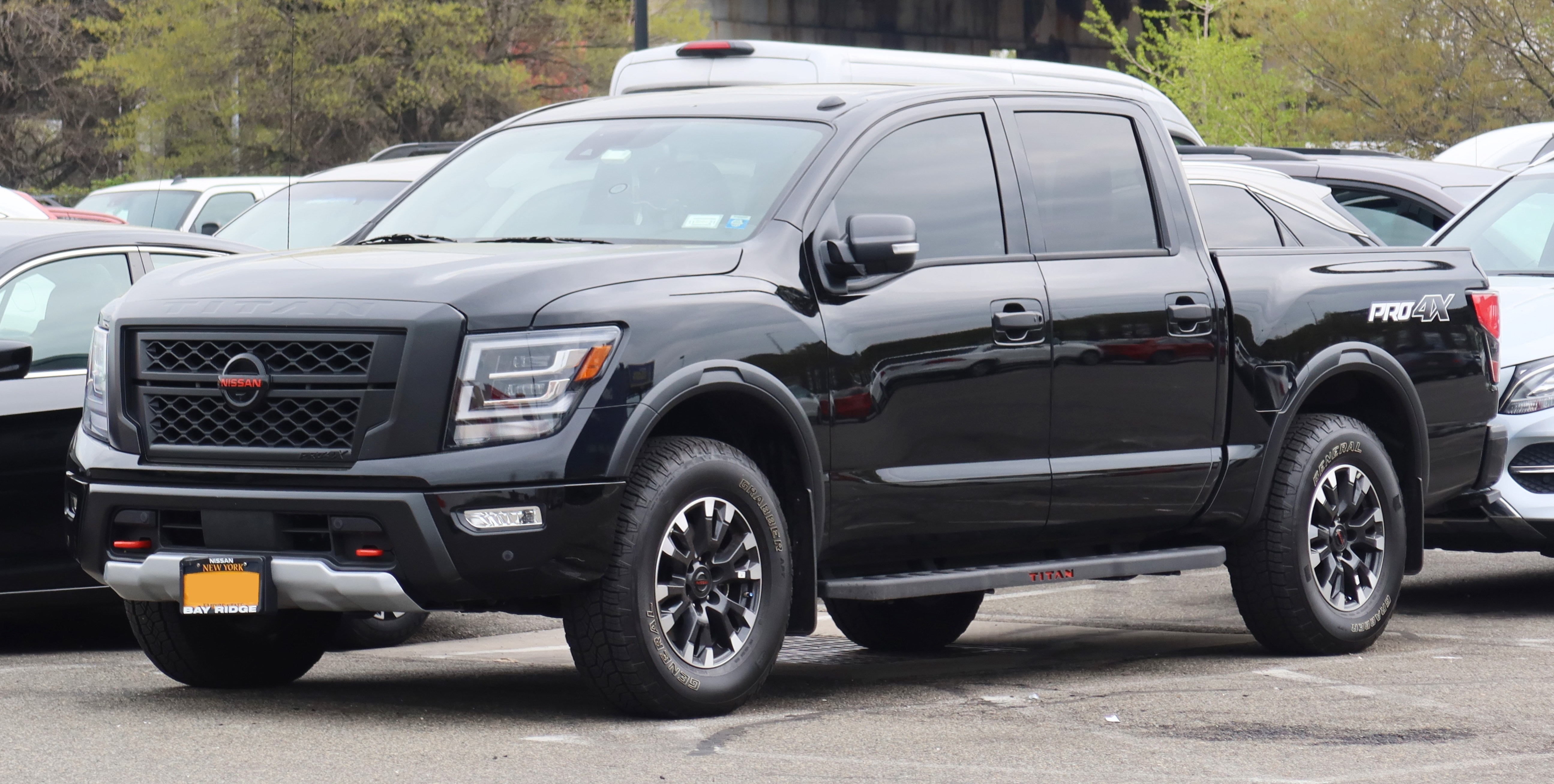
Nissan Titan II po liftingu

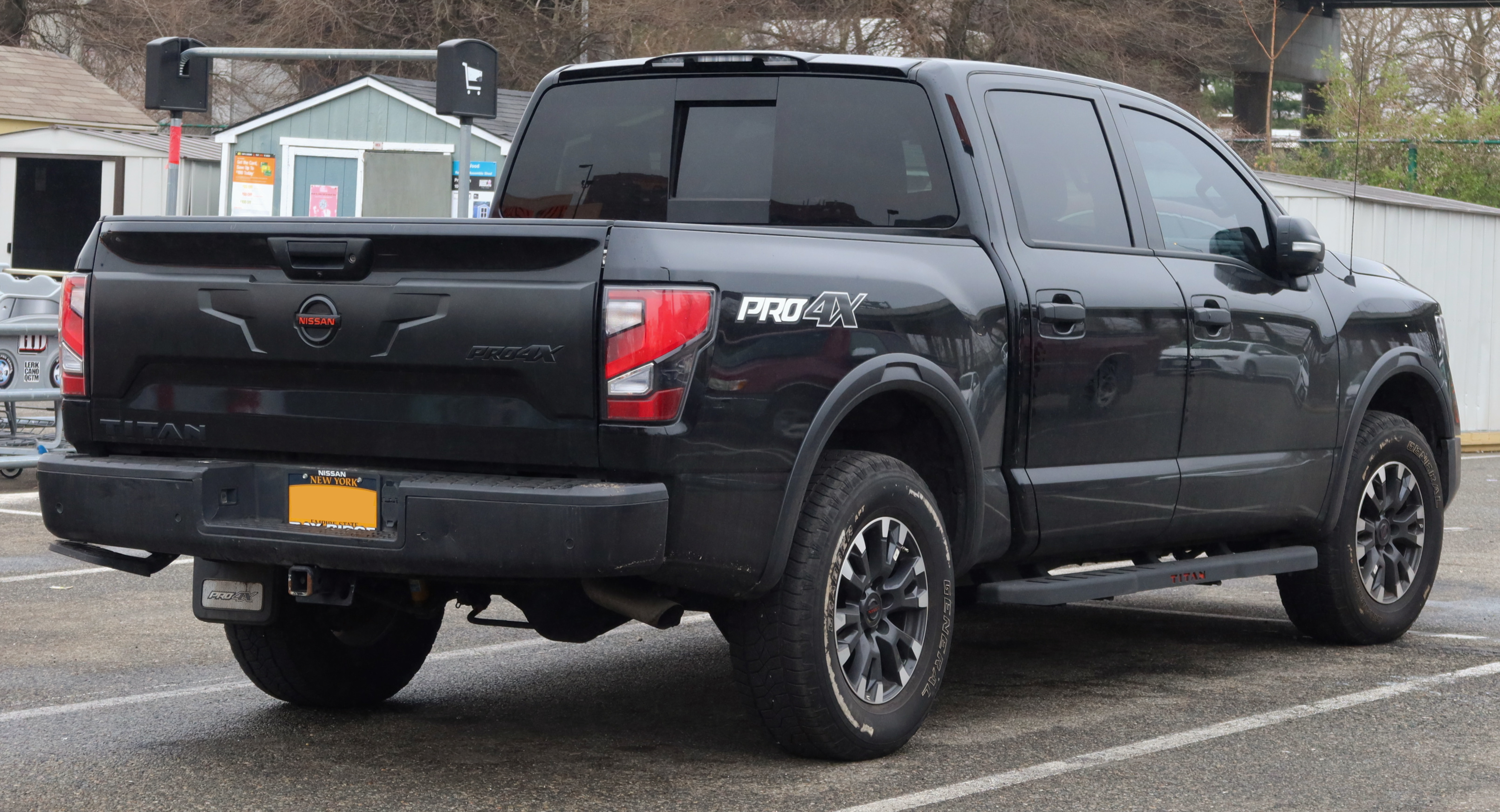
Nissan Titan II - tył po liftingu

Nissan Titan II został po raz pierwszy zaprezentowany podczas targów motoryzacyjnych w Detroit w 2015 roku.
W przeciwieństwie do pierwszej generacji modelu, auto oferowane jest z turbodoładowanym silnikiem wysokoprężnym w układzie V8 o pojemności 5 l osiągającym moc maksymalną 310 KM oraz 752 Nm momentu obrotowego. W 2016 roku podczas targów motoryzacyjnych w Nowym Jorku zaprezentowano wersję z silnikiem benzynowym w układzie V8 o pojemności 5.6 l oraz mocy maksymalne 390 KM oraz 545 Nm momentu obrotowego.

### Wersje wyposażeniowe
- Platinum Reserve
- Pro-4X - pakiet terenowy[3]

Auto wyposażone może być m.in. w skórzaną tapicerkę, drewniane wykończenie wnętrza, klimatyzację, system audio Rockford Fosgate oraz kamerę cofania, a także system teleinformacyjny z 5-calowym wyświetlaczem. 

### Silniki
Benzynowe:
- V8 5.6 390 KM

Wysokoprężne:
- V8 5.0 TD Cummins 310 KM